# Anders Söderman (målare)
Anders Söderman var en svensk målarmästare och konterfejare verksam under slutet av 1600- och första hälften av 1700-talet.
Söderman efterträdde 1696 Olof Pilo som assistent till Jacques Foucquet vid måleriarbeten på Stockholms slott men mycket av det arbete de utförde under 1696 och 1697 förstördes genom en brand i maj 1697. För Haverö kyrka i Uppland utförde han all dekorationsmålning av träinredningen 1704 samt ett epitafium över kyrkoherde Johan Telin. Av stilen att döma utförde han även några illa utförda påmålningar av det medeltida altarskåpets dörrar.